# Pan de bey
El pan de bey (en árabe, خبز الباي, jubz al-bāy), a veces también llamado pan de Túnez (خبز تونس jubz tūnis), es una pastel argelino hecha de harina de almendras y pan rallado empapado en jarabe de agua de azahar. El pastel data del período otomano de Argelia. Se consume comúnmente durante el Ramadán.

## Origen y etimología.
Su origen se remonta a la época otomana de la ciudad de Argel, de ahí el nombre de este aperitivo muy apreciado por los beys de Argel. Khobz el bey viene del árabe argelino que significa en francés "pan del bey".

## Consumo
Al lado de zalabia y ktaïf, el khobz el bey es parte de uno de los postres más consumidos y apreciados por los argelinos durante las noches del mes sagrado del Ramadán.